# Mouriri gardneri
Mouriri gardneri är en tvåhjärtbladig växtart som beskrevs av José Jéronimo Triana. Mouriri gardneri ingår i släktet Mouriri och familjen Melastomataceae. Inga underarter finns listade i Catalogue of Life.